# Haman
Haman, (hebreu: המן) segons el relat bíblic d'Ester, el visir de l'Imperi Persa sota el regnat d'Assuer, (Xerxes I de Pèrsia). Pels jueus, Haman és percebut com l'arquetipus del mal i l'antisemitisme.

## Llibre d'Ester
Segons el Llibre d'Ester, Haman era el fill d'Hamedata, descendent d'Agag, un rei Amalaquita. Apareix doncs com un enemic hereditari del poble jueu. Els esdeveniments tenen lloc a la ciutat de Susa, a Pèrsia al segle iv abans de Crist. Haman, esdevingut ministre d'Assuer, prepara un complot per matar tots els jueus instal·lats a l'Imperi Persa. Va fer aprovar un decret, signat pel rei, ordenant l'extermini de la població jueva.
Tanmateix, el projecte de Haman, és descobert per la Reina Ester i el seu oncle Mardoqueu, els plans de Haman es giren contra ell i la seva família. Aleshores Haman i els seus deu fills són capturats i executats per ordre del Rei Assuer.

## Festa de Purim
Per commemorar aquests esdeveniments, la festa de Purim va ser instaurada,
El Llibre d'Ester és llegit a la sinagoga, i el públic fa soroll cada vegada que Haman és anomenat,
Alguns dolços, com les Hamantashen són menjats en aquesta data festiva.